# جيلدا
جيلدا (بالإسبانية: Gilda) هي مغنية وملحنة أرجنتينية، ولدت في 11 أكتوبر 1961 في بوينس آيرس في الأرجنتين، وتوفيت في 7 سبتمبر 1996 في Ceibas ‏ في الأرجنتين بسبب حادث مرور.

## وصلات خارجية
- جيلدا على موقع IMDb (الإنجليزية)
- جيلدا على موقع ميوزك برينز (الإنجليزية)
- جيلدا على موقع أول ميوزيك (الإنجليزية)
- جيلدا على موقع ديسكوغز (الإنجليزية)
- جيلدا على موقع ديسكوغز (الإنجليزية)